# LH 18
LH 18 es el nombre de catálogo, también conocido como cráneo de Ngaloba, de un cráneo fosilizado de Homo sapiens con una edad estimada de entre 120 y 200 mil años, encontrado en Laetoli (Tanzania) en 1976 por el equipo de Mary Leakey. La descripción del fósil fue realizada por Dart y otros en 1980.
Las iniciales LH del nombre corresponden a Laetoli Hominid.
Este descubrimiento retrasó la fecha de aparición de sapiens de una forma significativa, haciendo cambiar el punto de vista de la evolución. La capacidad endocraneal es de unos 1200 cm³.
La morfología del cráneo muestra caracteres de sapiens, pero mezclados con otros arcaicos, por ejemplo por la prominencia del toro supraorbital.